# Verenakapelle am Zugerberg (Zug)

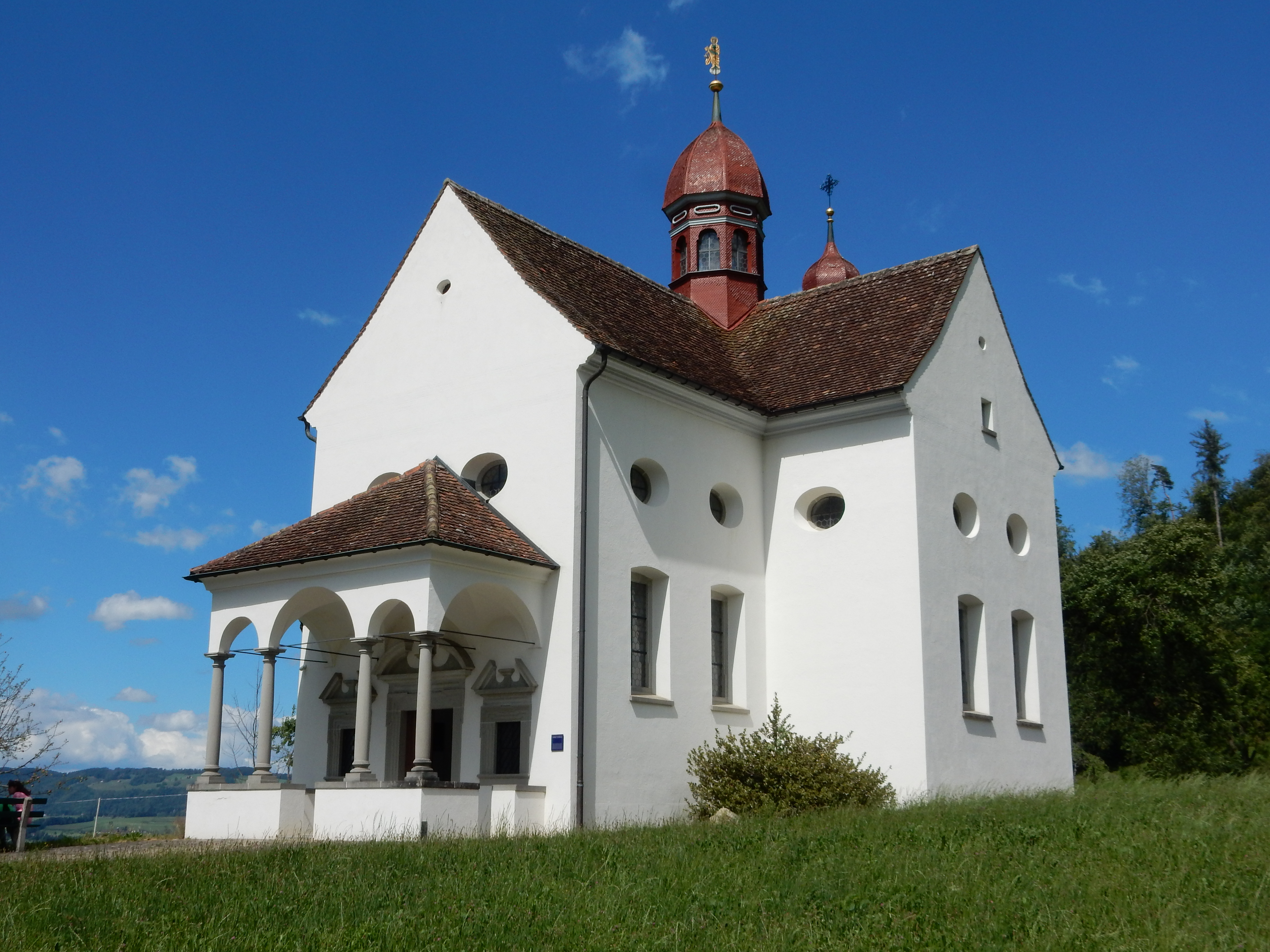
Verenakapelle von Süden

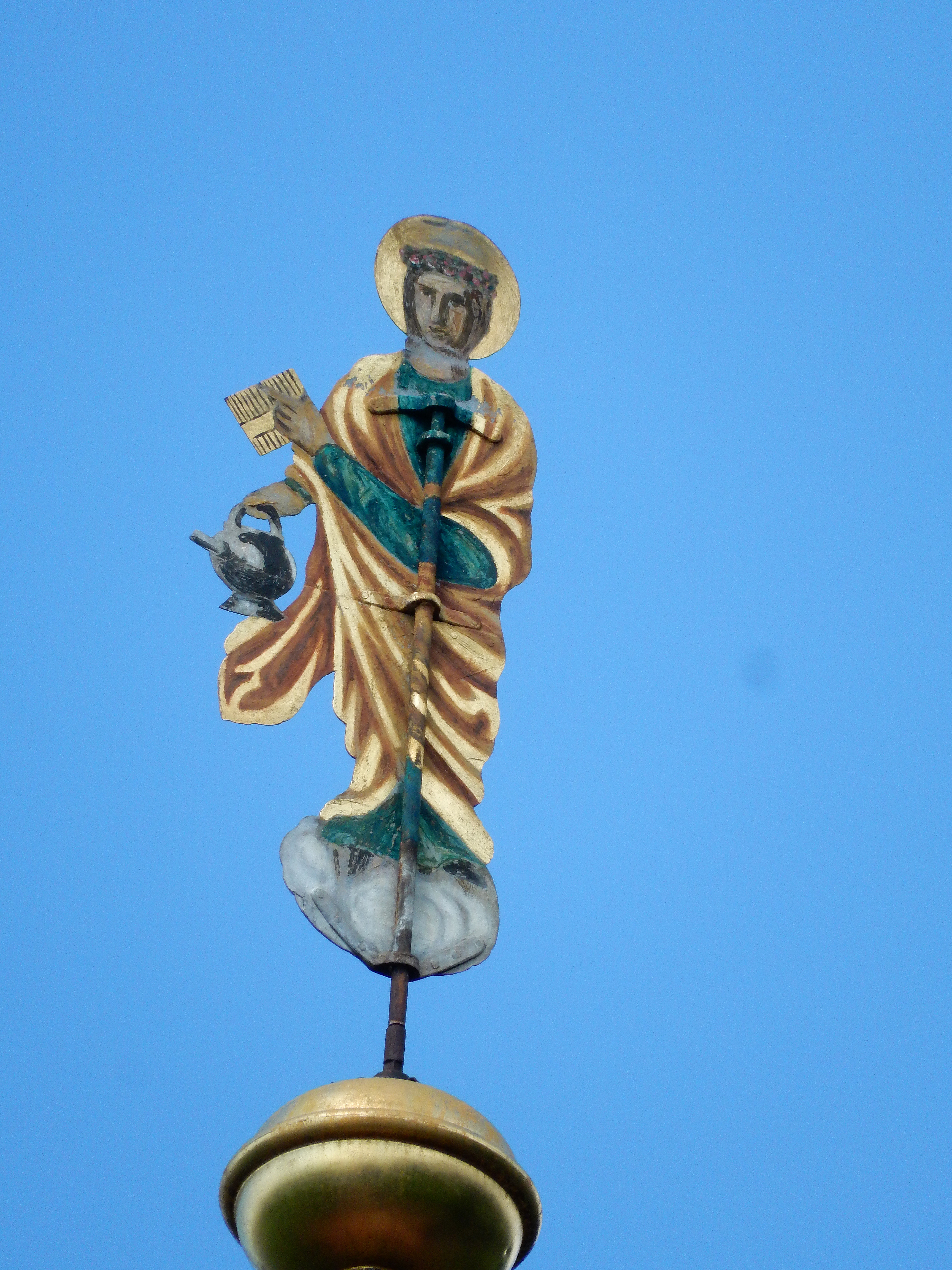
Kuppelspitze, mit Verena-Silhouette

Die Verenakapelle ist eine unter Kulturgüterschutz stehende katholische Kapelle am Waldrand des Zugerberges (Blasenbergstrasse). Sie sass früher weit über der Stadt Zug, heute sind aber neue Wohn-Quartiere ziemlich nahe herangerückt. Der Barockbau wurde zwischen 1705 und 1710 am ehemaligen steilen Bergweg nach Ägeri errichtet. Ein Einsiedlerhäuschen gehörte dazu.

## Patrozinium
Das Patrozinium (Schutz der Schutzpatronin) bezieht sich auf die heilige Verena, deren Geschichte mit der thebäischen Legion verbunden ist.

## Geschichte
Seit dem 16. Jahrhundert bestand am Zugerberg ein St. Verena geweihtes Heiligenhäuschen, das im frühen 17. Jahrhundert erweitert wurde und einen Altar erhielt. Weiter oben am Berg stand ein zweites Kapellchen. Auf den Ruf eines Wunders hin wurde 1660 aus dem Material der beiden verfallenen Kapellchen ein neues Gotteshaus «im Kaminstall» (heute: Chämistal)gebaut und 1684 geweiht. Diese erste Kapelle selbst musste aber bald einem Waldbruderhaus weichen, und die heutige, grössere, Kapelle wurde etwas südlicher aufgerichtet. Der alte Altar kam um 1710 ins Beinhaus von Rüti an der Reuss Silenen (Uri).
Die heutige Kapelle wurde 1705–1710 errichtet dank Spendenaufrufen von den Waldbrüdern und Kapellwächtern Melchior Capol und Jakob Ermisegger. Meister Josef Brüell, aus der einsiedlerischen Herrschaft Blumenegg im Vorarlberg, war für die Maurerarbeiten zuständig. Die Steinhauer waren Michael und Peter Utinger von Zug. Die Kuppel errichtete der Zuger Meister Paul Sidler.
Die drei Altäre sind Werke des Allgäuer Johann Georg Haggenmüllers. Die Schreinerarbeiten sind von Blasius Moos, die Statuen von Josef Leonz Brandenberg. Johann Martin Muos, von Zug, malte und stiftete 1708 das Hochaltarbild. Die Kapelle wurde 1710 geweiht.
Die Pläne dieser singulären Kreuzkuppelkirche entwarf wahrscheinlich der Einsiedler Klosterarchitekt Br. Caspar Moosbrugger, der 1705 und 1707 je zweimal nach Zug reiste.
1725 wurde das Bruderhaus gebaut. 1731 brannte durch Blitzschlag der Dachstuhl mit der Kuppel ab. Die Altäre wurden beschädigt, die Bilder gerettet. Ein neuer Dachstuhl samt Kuppel wurde von Meister Jakob Suter aus dem Bregenzerwald errichtet, den Stuck schuf der Bregenzerwälder Franz Wilhelm (Willam), der auch die Altäre reparierte.
1821 kam ein neues Hochaltarbild (Kopie des alten) von Johann Caspar Moos in die Kapelle.

## Architektur und Ausstattung

### Grundriss und Äusseres
Der Grundriss der geosteten Kapelle ist der eines lateinischen Kreuzes. Der Arm der Eingangsseite ist doppelt so tief wie die drei anderen Arme, die sich genau entsprechen. Über der Vierung steht eine runde Kuppel mit achteckiger Laterne. In der Ecke zwischen Chorarm und linkem Querarm ist die quadratische Sakristei untergebracht. Die Raumanlage ist also, wenn man von der Verlängerung des Westarmes absieht, die klassische der Madonna delle Carceri in Prato.
Langhaus, Querarme und Chor sind einheitlich befenstert, im Hauptgeschoss sind Stichbogenfenster, über dem Hauptgesims breitovale Ochsenaugen. Das Dach ist ein Kreuz-Satteldach mit wulstigem Gesims an den Traufseiten, ohne Vorsprung an den vier Giebelseiten. Die Kuppel ist ganz in den Dachstuhl hineingenommen, nur ihre Laterne ragt heraus. Diese ist achteckig mit rundbogigen Fenstern, mit Fries und hohem Architrav, auf dem ein langgezogenes Kuppeldach ruht. An der Spitze erscheint St. Verena mit Krüglein. Über dem Chor steht ein spitzer, sechseckiger Dachreiter mit geschmiedetem Kreuz.
Die von vier Toskanischen Säulen getragene Vorhalle wird durch ein Walmdach beschirmt. Das Portal (1705 datiert) und die Fenster daneben sind rechteckig, mit «Ohren»-Rahmen und mit abgebrochenen Giebeln. Über dem Portal befindet sich eine Nische mit einer Verena-Statue.

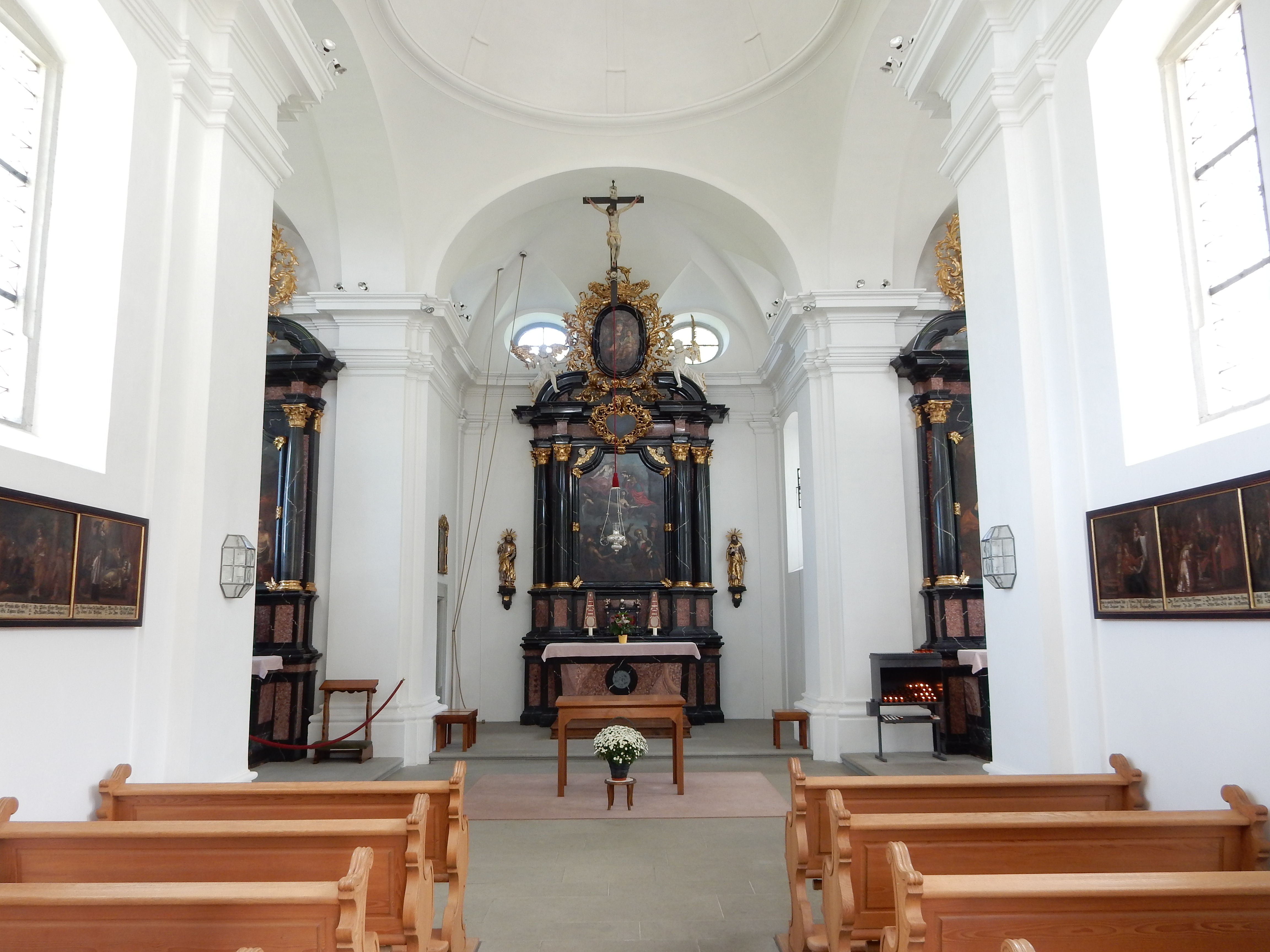
Inneres, Ansicht gegen das Chor

### Inneres

#### Raumgestaltung
Das Schiff trägt ein Tonnengewölbe mit kurzen Stichkappen über den Fenstern, die drei Kurzarme eckige Kalotten mit je vier Stichkappen. Die achteckige Kuppel ruht auf einem runden Ring. Der Zentralraum, mit der Klarheit seiner Verhältnissen und der strengen Bezogenheit der Teile, steht ausserhalb des Kreises der zeitgenössischen Bauten dieser Gegend. Die 1705 und 1707 erfolgten vier Reisen des Einsiedler Klosterarchitekten Caspar Moosbrugger sowie der Umstand, dass Br. Caspar und sein Bruder Johannes Moosbrugger ab 1703 das kreuzförmige Chor der Kartause Ittingen bauten, das im Grundriss mit St. Verena eng verwandt ist, berechtigen zu der Annahme, dass Bruder Caspar der Entwerfer der edlen Baute ist.

#### Stuckgliederung
Der Vorarlberger Stuckateur Franz Wilhelm (auch Willam) scheint 1731 einfach die ursprüngliche Stuckierung ergänzt zu haben. Sie beschränkt sich auf eine architektonische Gliederung des Raumes. Toskanische Pilaster tragen das schmucklose, rings im Kreuzraum herumgeführte Gebälk. Die Abschlusswände der vier Raumarme sind konsequent zweiachsig gegliedert durch einen Mittelpilaster. Die breitovalen Oberlichter sitzen über dem Gesims. Auf dem Kuppelring ruhen acht zur achteckigen Öffnung der Laterne geführte Pilaster.

#### Altäre
Die drei Altäre aus den Jahren 1708 und 1709 vom Allgäuer Johann Georg Haggenmüller (1732 und 1905 renoviert) haben einfache Säulenarchitekturen in Marmor und Kunstmarmor mit abgebrochenen Segmentgiebeln, zwischen denen sich ovale Giebelbilder erheben. Letztere sind in die von Josef Leonz Brandenberg reich geschnitzten Rahmen gesetzt.
Am Giebel des Hochaltars befinden sich zwei von Leon Brandenberg geschnitzte Engel. Das Giebelbild stellt die Madonna dar, das Hauptbild die Aufnahme St. Verenas in den Himmel, mit Kranken und Verehrern. Das Hauptbild ist eine von Johann Caspar Moos 1821 geschaffene Kopie des ursprünglichen Bildes von Johann Martin Muos von 1708. Das Giebelbild dürfte von Muos stammen.
An den Seitenaltären enthalten Bilder von Johann Martin Muos: rechts Christus erscheint Magdalena mit Stifterinschrift: «Ex Dono R. D. Franc. Brandenberg Parochi in Meyers Capell Anno 1709»; Giebelbild St. Oswald; links St. Antonius von Padua erweckt einen Toten, Signierung wie oben, Giebelbild St. Michael. Diese Giebelbilder dürften auch Werke des Johann Martin Muos sein. Alle Bilder wurden 1895 von Karl Kraft renoviert.

#### Sonstige Ausstattung
Neben dem Hochaltar stehen Statuen der Apostel Petrus und Paulus vom Anfang des 18. Jahrhunderts. Ein Zyklus von 12 Bildern zeigt das Leben der hl. Verena mit erklärenden Versen. Er stammt von Kaspar Wolfgang Muos, dem Vater des Johann Martin.
In den Querschiffarmen hängen Bildnisse des Obervogts Wolfgang Brandenberg, genannt Roostvogt, des Stifters des Kapellbaues von 1660, und des Spitalvogts Bartholomäus Brandenberg, Sohn des Wolfgang, des Bauherrn der jetzigen Kapelle.
In der Kapelle sind zahlreiche Exvotos, die ältesten von 1681, 1691 und 1695 (teilweise mit Ansicht der einfachen alten Kapelle).
Die Orgel der Kapelle wurde 1992 von Bernhardt Edskes als einmanualiges Werk mit 6 Registern erbaut.

## Bruderhaus

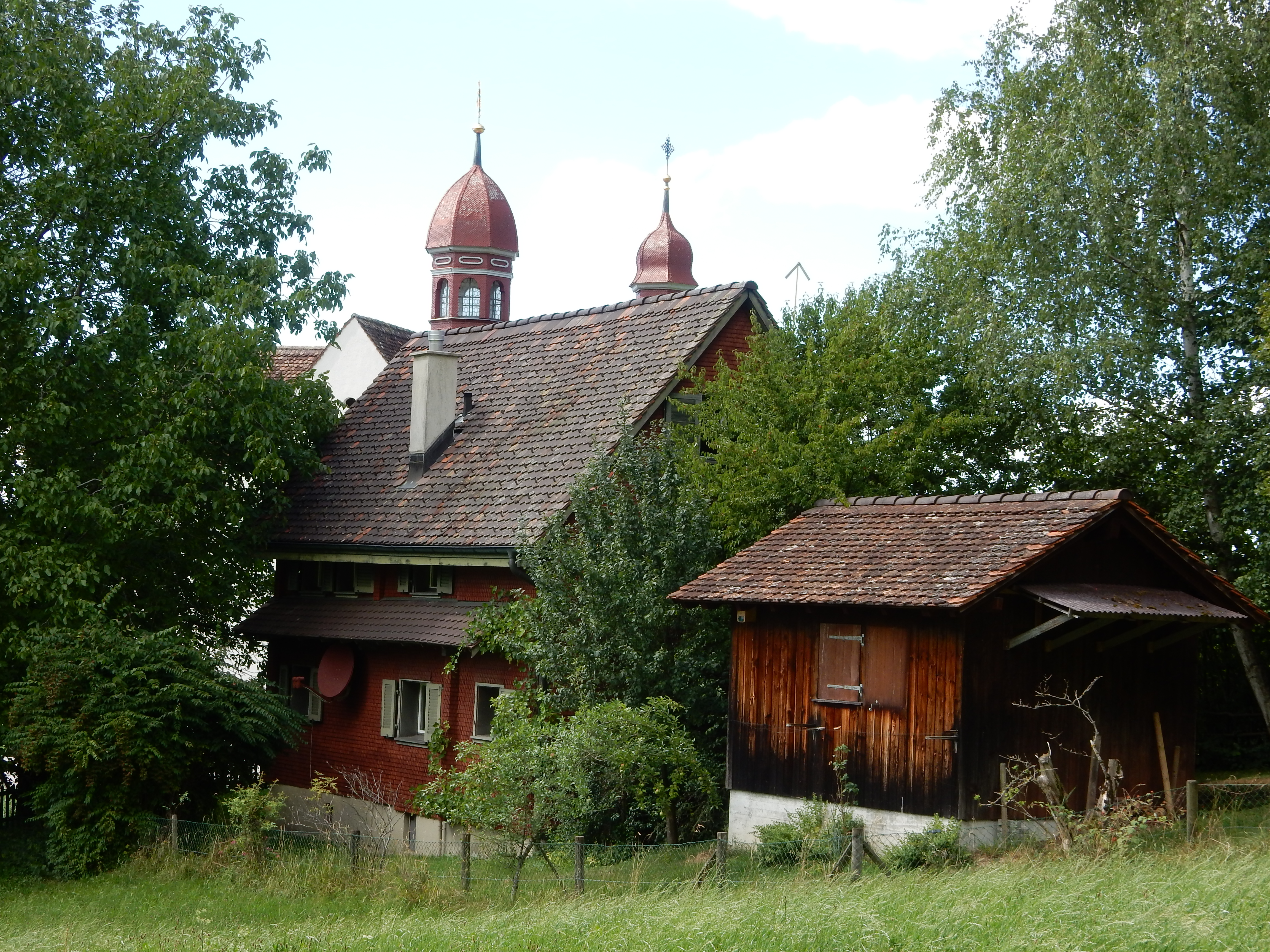
Bruderhaus und Verenakapelle

Neben der Kapelle steht das 1725 erbaute und 1780 erweiterte ehemalige Bruderhaus. In dessen Keller sollen Überreste der ersten Kapelle erkennbar sein. Heute ist das Haus zweistöckig, der Spitzboden ist zusätzlich ausgebaut. Die Fassaden sind mit Holzschindeln verkleidet. Auf der West- und auf der Ostseite erstreckt sich ein markantes Schattendach über den Fenstern des ersten Stockes über die ganze Hausbreite, ebenso auf der Südseite über den Fenstern des Erdgeschosses. Vor dem Haus befindet sich ein auffälliger Granitbrunnen, hinter dem Haus ein Holzschuppen.
Über die frühere Nutzung als Einsiedelei ist nichts bekannt. Im Staatsarchiv Zug befinden sich Aktennotizen zur Finanzierung der Waldkapelle bei Kämisberg aus der Zeit des Umbaus von 1707 und der Finanzierung durch Spendenaufrufe der dort lebenden Eremiten. Seit 1900 wird das Haus vom jeweiligen Sakristan (Kirchendiener) der Kapelle als Wohnhaus für sich und seine Familie genutzt.